# Мисливство
Мисли́вство (слово споріднене з мисль, мислити, промисел) — спеціальне використання тваринного світу шляхом добування мисливських тварин, що перебувають у стані природної волі або утримуються в напіввільних умовах у межах мисливських угідь.
Мисли́вець (від пол. mysliwiec → myśl «мисль») — людина, яка займається, захоплюється мисливством.

## Мисливство в мистецтві
- У пригодницькому романі Івана Багряного Тигролови зображено життя української родини мисливців в Сибіру.